# 30435 Slyusarev
30435 Slyusarev este o planetă minoră (asteroid), cu un diametru de 10,278 km, din centura de asteroizi. A fost descoperită pe 9 iunie 2000 la Stația Anderson Mesa de Lowell Observatory Near-Earth-Object Search. 
Obiectul prezintă o orbită caracterizată de o semiaxă mare de 3,9620255 UAi, o excentricitate de 0,23, o înclinație de 3,09516 ° în raport cu ecliptica.